# بوليط مشابه
بوليط مشابه (الاسم العلمي: Boletus affinis ) هو نوع الفطريات يتبع جنس البوليط من الفصيلة البوليطية.